# Sigmodon hirsutus
Sigmodon hirsutus, también conocido como rata de campo o rata algodonera del sur, es una especie de roedor de la familia Cricetidae, nativa desde el sur de México hasta el norte de Sudaméricay se ha determinado que esta es una rata común en entornos agrícolas de Centroamérica.

## Distribución
Su área de distribución incluye el sur de México (sur de Chiapas), Guatemala, El Salvador, Honduras, Nicaragua, Costa Rica, Panamá, Colombia y Venezuela.

## Biología
Es muy poca la información biológica y ecológica disponible, dado su reciente reclasificación como especie. Sin embargo, en un estudio reciente, realizado en la región del Pacífico Norte de Costa Rica, se utilizó la morfometría corporal de S. hirsutus para determinar su ciclo reproductivo. En este estudio se analizaron 418 ejemplares de S. hirsutus, con una proporción sexual de 1 macho por cada 0.6 hembras. Se determinó que los machos son más grandes y pesados. El índice de condición corporal (mm/g) varió de 1 a 6.4 para los machos y entre 1 y 8.3 para las hembras, exhibiendo una relación inversa con la categoría de peso. Del total de hembras analizadas, (154 individuos) el 36.4% estaban embarazadas, presentes en todos los meses pero con mayor frecuencia en abril, junio y agosto. La presencia de juveniles fue más notoria en abril y junio, aunque estuvieron presentes en casi todos los meses del año. Las categorías de edad se observaron durante todo el año, sugiriendo una actividad reproductiva constante de la especie en la región. Además de confirmar que la actividad reproductiva ocurre durante todo el año, este estudio concluyó que la rata S. hirsutus es de tamaño mediano (141,65 mm y 84,13 g para machos y 131,81 mm y 69,07 g para hembras, respectivamente), y presenta dimorfismo sexual.